# Đại học Công nghệ Auckland
Viện Đại học Công nghệ Auckland (tiếng Maori: Te Wānanga Aronui o Tāmaki Makau Rau; tiếng Anh: Auckland University of Technology, viết tắt là AUT)) là viện đại học mới nhất ở New Zealand. AUT được thành lập ngày 1 tháng 1 năm 2000 khi Viện Công nghệ Auckland (tiếng Anh: Auckland Institute of Technology) được phong tư cách đại học. Khuôn viên chính của AUT nằm ở Phố Wellesley ở khu thương mại trung tâm của Auckland. AUT có các khuôn viên khác ở North Shore, South, và Millennium Institute of Sport and Health.

## Lịch sử

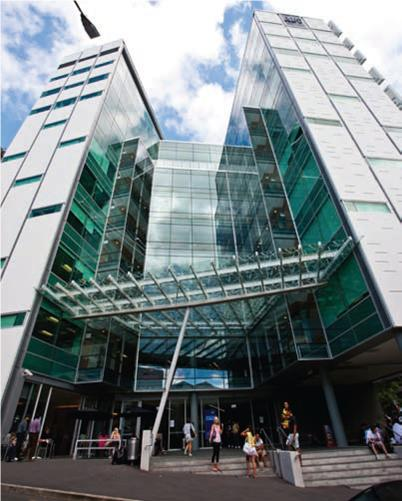
Một tòa nhà của AUT.

AUT ban đầu được thành lập với tên Trường Kỹ thuật Auckland (Auckland Technical School) vào năm 1895, cung cấp các khóa đào tạo ban đêm. Các lớp học ban ngày bắt đầu năm 1906. Năm 1913, trường được đổi ten thành Trường Đại học Kỹ thuật Seddon (Seddon Memorial Technical College), và đã được đổi tên một lần nữa thành Viện Kỹ thuật Auckland (Auckland Technical Institute) năm 1960. Năm 1989 tên gọi được đổi thành Viện Công nghệ Auckland (Auckland Institute of Technology), và tên hiện nay đã được áp dụng khi AUT được công nhận tư cách viện đại học vào năm 2000.